# Protéine G
 (mai 2013).
Ne pas confondre avec la protéine G streptococcique
Les protéines G sont une famille de protéines qui permettent le transfert d'informations à l'intérieur de la cellule. Elles participent ainsi à un mécanisme appelé transduction du signal.
Cette protéine est appelée ainsi car elle utilise l'échange de GTP en GDP comme un « interrupteur moléculaire » pour déclencher ou inhiber des réactions biochimiques dans la cellule. La protéine G se lie au GTP et au GDP.
Alfred G. Gilman et Martin Rodbell ont obtenu le prix Nobel de physiologie ou médecine en 1994 pour sa découverte et leurs travaux sur les protéines G.

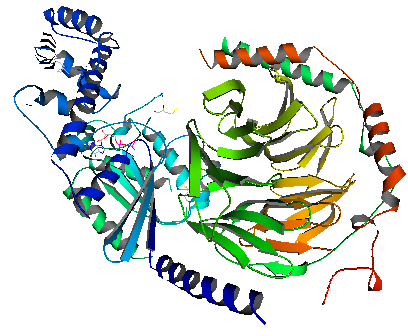
Structure 3D d'une protéine G hétérotrimérique.

À la suite d'une activation d'un récepteur situé sur la surface de la cellule, la protéine G qui est liée à ce récepteur va pouvoir avoir un effet inhibiteur ou excitateur à l'intérieur de la cellule via une cascade de signalisation.
Ainsi un récepteur transmembranaire sur lequel vient se fixer une hormone telle que l'adrénaline va déclencher l'activation de la protéine G  associée au récepteur.

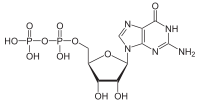
Guanosine diphosphate (protonée)

Guanosine triphosphate (protonée)

La protéine G va alors avoir comme rôle dans le cas de l'adrénaline d'activer un complexe protéique (ex. : l'adénylate cyclase fixée sur la membrane cellulaire) qui enclenchera une cascade de réactions. Ainsi il y a synthèse d'un second messager hormonal tel que l'AMP cyclique qui va exciter d'autres récepteurs à l'intérieur de la cellule.

## Histoire
Les protéines G ont été découvertes par hasard, lors d'études visant à mieux comprendre l'induction de la synthèse du glucose dans le foie en relation avec l'adrénaline et le glucagon, ce qui a conduit à découvrir l'AMP cyclique, puis les protéines G (et ensuite les récepteurs bêta-adrénergiques, puis la famille des récepteurs couplés aux protéines G). Cette famille de protéine est caractérisée par des protéines à sept domaines transmembranaires (récepteurs serpentins).
En 2008, on connaissait déjà plus de 800 protéines G différentes chez l'Homme (correspondant à 2 à 3 % de tous les gènes humains).  
La majeure partie des récepteurs liés aux protéines G se lient à des ligands non endocriniens (contribuant aux réactions à la lumière, aux odeurs et goût) et plusieurs jouent un rôle important dans le développement de l'embryon et de l'individu (détermination et prolifération cellulaires, polarisation de la cellule, etc.).
Ces récepteurs font aujourd'hui l'objet de nombreuses études et tests en tant que cibles de médicaments. (50 % des nouveaux médicaments les concernaient en 2008).
Plusieurs hormones ont été découvertes à partir de leur récepteur (on parle alors d'endocrinologie reverse)

## Propriétés générales
Les protéines G appartiennent au vaste groupe des GTPases. La « protéine G » désigne généralement les protéines hétérotrimériques G liées à la membrane, elle est parfois désignée comme la grande protéine G. Ces protéines sont activées par les récepteurs couplés aux protéines G et sont constituées de sous-unités alpha (α), beta (β) et gamma (γ). Il y a aussi des petites protéines G ou petites GTPases comme les Ras qui sont des monomères non liés à la membrane, mais qui lient aussi la GTP et la GDP et sont impliquées dans la transduction de signaux.
Les protéines G sont peut-être les molécules de transduction de signaux les plus importantes dans les cellules. Une perturbation de leur fonctionnement est suspectée de causer des maladies comme le diabète, l'alcoolisme, et certaines formes de cancer de l'hypophyse, parmi d'autres. Une compréhension fondamentale de leur fonction, chaînes de réaction de signalisation et leur interaction avec d'autres protéines pourrait conduire à de nouveaux traitements et approches préventives.

## Protéines G couplées à un récepteur
Les protéines G couplées à un récepteur sont liées à la surface interne de la membrane cellulaire. Elles sont constituées des sous-unités Gα et Gβγ qui sont étroitement liées entre elles. Quand un ligand active le récepteur couplé aux protéines G (RCPG), la protéine G se lie au récepteur, libère sa liaison GDP de la sous unité Gα, et lie une molécule de GTP à la place. Cet échange déclenche la dissociation de la sous-unité Gα, du dimère Gβγ, et du récepteur. Gα-GTP et Gβγ, peuvent chacun déclencher des différentes 'signalisations en cascade' (ou 'système second messager') et des protéines effectrices, tandis que le récepteur est de nouveau capable d'activer une nouvelle protéine G. Par son activité enzymatique inhérente, la sous-unité Gα va finir par hydrolyser la GTP en GDP, permettant de se ré-associer avec Gβγ pour redémarrer un nouveau cycle.
Un exemple bien caractérisé d'une signalisation en cascade déclenchée par une protéine G est la chaîne de réaction de l'AMPc. L'enzyme adénylate cyclase est activé par le Gαs-GTP (s comme stimulation) et synthétise le messager secondaire adénosine monophosphate cyclique (AMPc) depuis l'ATP. Le messager secondaire alors interagit avec d'autres protéines en aval pour induire un changement de comportement cellulaire.

### Sous-unités alpha
Les sous-unités Gα possèdent deux domaines, le domaine GTPase, et le domaine hélice alpha. Il existe au moins 20 différentes sous-unités alpha, qui peuvent se classer parmi les principales familles de protéines suivantes :
- Gαs ou simplement Gs (stimulateur) - active l'adénylate cyclase afin d'augmenter la synthèse de l'AMPc.
- Gαi ou simplement Gi (inhibiteur) - inhibe l'adénylate cyclase.
- Golf (olfacteur) - associé aux récepteurs olfactifs.
- Gt (transducine) - transducte les signaux visuels dans la rétine en conjonction avec la rhodopsine.
- Gq - stimule la phospholipase C.
- La famille G12/13 - importante pour réguler le cytosquelette, les jonctions cellulaires, et les autres processus liés au mouvement.

### Complexe beta-gamma
Les sous-unités β et γ sont solidement liées l'une à l'autre, on parle alors de complexe beta-gamma. Le complexe Gβγ est libéré de la sous-unité Gα après un échange GDP-GTP. Le complexe Gβγ libre peut agir comme une molécule signal elle-même, en activant d'autres messagers secondaires ou en commandant directement des canaux ioniques. Par exemple, le complexe Gβγ, quand il est lié à un récepteur histaminique, peut activer la phospholipase A2. Les complexes Gβγ liés à des récepteurs muscariniques - acétylcholine, d'un autre côté, ouvrent directement les canaux GIRK (canaux à courant potassique rectifiant activé par les protéines G).

### Familles
- Famille Ras
- Famille Rho/Rac/cdc42
- Famille Rab
- Famille Arf/Sar1
- Famille Ran

## Sources
- Kandel, Eric, James Schwartz, and Thomas Jessel. 2000. Principles of Neural Science. 4ème ed. McGraw-Hill, New York.
- Lodish et al. 2000. Molecular Cell Biology 4ème ed. W.H. Freeman and Company, New York.
- Voet, Donald et Judith G. Voet. 1995. Biochemistry 2ème ed. John Wilely & Sons, New York.